# Canton de Fresne-Saint-Mamès
Le canton de Fresne-Saint-Mamès est un ancien canton français situé dans le département de la Haute-Saône et la région Franche-Comté.

## Géographie
Ce canton est organisé autour de Fresne-Saint-Mamès dans l'arrondissement de Vesoul. Son altitude varie de 189 m (Beaujeu-Saint-Vallier-Pierrejux-et-Quitteur) à 403 m (Fretigney-et-Velloreille) pour une altitude moyenne de 224 m.

## Représentation

### Conseillers d'arrondissement (de 1833 à 1940)
Le canton de Fresne appartenait l'arrondissement de Gray jusqu'à sa disparition en 1926.
| Période                                  | Période      | Identité                         | Étiquette | Qualité |
| ---------------------------------------- | ------------ | -------------------------------- | --------- | --- |
| 1833                                     | 1839         | M. Petit                         |           | Fabricant de sucre à Queutrey                                                                               |
| 1839                                     | 1848         | M. Grand                         |           | Notaire, propriétaire à Vezet                                                                               |
|                                          |              |                                  |           | |
|                                          | 1888 (décès) | Jean-Baptiste Dormon (1816-1888) |           | Propriétaire à Greucourt                                                                                    |
|                                          |              |                                  |           | |
| 10 déc. 1911                             | 1919         | Henri Lartilley                  | Rad.      | Négociant en bois Maire de Saint-Gand                                                                       |
| 1919                                     | 1928         | Marcel Attalin                   | Rad.      | Cultivateur à Motey-sur-Saône                                                                               |
| 1928                                     | 1940         | César Pothier                    | Rad.      | Maire de Vellexon                                                                                           |
| 1940                                     |              |                                  |           | Les conseils d'arrondissement ont été suspendus par la loi du 12 octobre 1940 et n'ont jamais été réactivés |
| Les données manquantes sont à compléter. |              |                                  |           | |

### Conseillers généraux de 1833 à 2015
| Période | Période      | Identité                                | Étiquette              | Qualité                                                                                                   |
| ------- | ------------ | --------------------------------------- | ---------------------- | --- |
| 1833    | 1836         | Anatole Billerey (1759-1850)            |                        | Juge au Tribunal civil de Haute-Saône Maire de Fresne-Saint-Mamès Député au Conseil des Cinq-Cents (1799) |
| 1836    | 1845 (décès) | Marquis Philippe-Gabriel de Marmier     | Majorité ministérielle | Député (1815, 1828-1845) Colonel de la 1ère Légion de la Garde nationale de Paris                         |
| 1845    | 1854 (décès) | Vicomte Auguste Mélin Ramond du Taillis |                        | Ancien lieutenant au 1er Cuirassiers Propriétaire à La Charité                                            |
| 1854    | 1864         | Vicomte Melin Ramond du Taillis         |                        | Maître de forges à l'abbaye de Neuvelle-lès-la-Charité                                                    |
| 1864    | 1867         | Gaspard Antoine Grand                   |                        | Notaire, maire de Vezet                                                                                   |
| 1867    | 1879 (décès) | Baron Napoléon Gourgaud                 | Droite                 | Propriétaire à L'Abbaye-la-Charité Député en 1869 Maire de Yerres (Seine-et-Oise)                         |
| 1879    | 1901 (décès) | Edmond Hézard                           | Rad.                   | Maître de forges à La Romaine                                                                             |
| 1901    | 1915 (décès) | Pierre Ragally                          | Rad.                   | Vétérinaire, maire de Gray Député (1907-1915)                                                             |
| 1915    | 1919         | siège vacant                            |                        | |
| 1919    | 1937         | Henri Lartilley                         | Rad.                   | Négociant en bois Maire de Saint-Gand, conseiller d'arrondissement                                        |
| 1937    | 1940         | Georges Baudy                           | SE                     | Médecin à Fresne-Saint-Mamès Nommé conseiller départemental en 1943                                       |
|         |              |                                         |                        | |
| 1945    | 1961         | Jean Gallice                            | SFIO                   | Négociant - Maire de Seveux                                                                               |
| 1961    | 1992         | Robert Magnin                           | RI puis DVD            | Chef d'entreprise Maire de Vellexon                                                                       |
| 1992    | 1995 (décès) | Patrick Ontani                          | RPR                    | Chef d'entreprise à Seveux                                                                                |
| 1995    | 2011         | André Huguin                            | RPR puis UMP           | Éleveur Maire de Fretigney-et-Velloreille jusqu'en 2008                                                   |
| 2011    | 2015         | Jean-Pierre Chausse                     | DVG (ex-GE)            | Artisan Maire de Fresne-Saint-Mamès                                                                       |

## Composition
| Fresne Scey Dampierre Champlitte Champagney Faucogney Lux St-Sauveur Mélisey Rioz Marnay Gy Autrey Gray Montbozon Saulx Port-s-Saône Combeauf. Vitrey Jussey Vauvillers St-Loup Amance Lure-Nord Lure-Sud Villersexel V.E. V.O. Noroy H.O. H.E. Pesmes |

Le canton de Fresne-Saint-Mamès groupe 15 communes et compte 4 093 habitants (recensement de 1999 sans doubles comptes).
| Nom                                         | Code Insee | Intercommunalité                     | Population (dernière pop. légale) |
| ------------------------------------------- | ---------- | ------------------------------------ | --------------------------------- |
| Fresne-Saint-Mamès (chef-lieu)              | 70255      | CC des Monts de Gy                   | 514 (2014)                        |
| Les Bâties                                  | 70053      | CC des Monts de Gy                   | 79 (2014)                         |
| Beaujeu-Saint-Vallier-Pierrejux-et-Quitteur | 70058      | CC des Quatre Rivières               | 937 (2014)                        |
| Fretigney-et-Velloreille                    | 70257      | CC des Monts de Gy                   | 721 (2014)                        |
| Greucourt                                   | 70281      | CC des Monts de Gy                   | 77 (2013)                         |
| Mercey-sur-Saône                            | 70342      | CC des Quatre Rivières               | 134 (2014)                        |
| Motey-sur-Saône                             | 70375      | CC des quatre rivières (Haute-Saône) | 27 (2014)                         |
| Le Pont-de-Planches                         | 70418      | CC des Combes                        | 202 (2013)                        |
| Saint-Gand                                  | 70463      | CC des Monts de Gy                   | 131 (2014)                        |
| Sainte-Reine                                | 70471      | CC Val de Gray                       | 33 (2014)                         |
| Seveux                                      | 70491      | CC des Quatre Rivières               | 457 (2014)                        |
| Soing-Cubry-Charentenay                     | 70492      | CC des Combes                        | 531 (2014)                        |
| Vellexon-Queutrey-et-Vaudey                 | 70539      | CC des Quatre Rivières               | 483 (2014)                        |
| La Vernotte                                 | 70549      | CC des Monts de Gy                   | 70 (2014)                         |
| Vezet                                       | 70551      | CC des Monts de Gy                   | 188 (2013)                        |

## Démographie
| 1962  | 1968  | 1975  | 1982  | 1990  | 1999  | 2006  | 2011  | 2012  |
| ----- | ----- | ----- | ----- | ----- | ----- | ----- | ----- | ----- |
| 4 308 | 4 268 | 3 982 | 3 984 | 4 010 | 4 093 | 4 457 | 4 599 | 4 588 |